# Catagramma titania
Catagramma titania är en fjärilsart som beskrevs av Osbert Salvin 1869. Catagramma titania ingår i släktet Catagramma och familjen praktfjärilar. Inga underarter finns listade i Catalogue of Life.